# Gørding Sogn (Esbjerg Kommune)
Gørding Sogn ist eine Kirchspielsgemeinde (dän.: Sogn)  im südlichen Dänemark. Bis 1970 gehörte sie zur Harde Gørding Herred im damaligen Ribe Amt, danach zur Bramming Kommune im erweiterten Ribe Amt, die im Zuge der  Kommunalreform zum 1. Januar 2007 in der „neuen“  Esbjerg Kommune in der Region Syddanmark aufgegangen ist.
Am 1. Januar 2023 lebten im Kirchspiel 2563  Einwohner. Ein kleines Areal liegt auf dem Gebiet der Vejen Kommune.  Dort lebten im Jahre 2008 (dem letzten Jahr, in dem Danmarks Statistik die Einwohnerzahlen für jede Kommune separat ausgewiesen hat) 38 der damals insgesamt 2.705 Einwohner des Kirchspiels. Im Kirchspiel liegt die Kirche „Gørding Kirke“.
Nachbargemeinden sind im Norden Vejrup Sogn, im Westen Bramming Sogn, im Süden Hunderup Sogn und Jernved Sogn und im Osten auf dem Gebiet der Vejen Kommune das Kirchspiel Holsted.